# 香港勞工運動
香港勞工運動為發生於香港的勞工運動。

## 勞工團體
截止2022年底，香港已登記職工會有1454個。以下為香港主要勞工團體：
- 香港工會聯合會：於1948年成立，是香港最大的勞工團體。[2]
- 港九勞工社團聯會： 於1984年11月成立，為香港第二大勞工團體。[3][4]
- 香港職工會聯盟：於1990年成立，曾參與葵青貨櫃碼頭工潮，並於2021年10月3日解散。[5]
- 香港政府華員會：於1914年成立， 為全港最大的公務員工會。[6]
- 香港婦女勞工協會：於1989年成立，爭取婦女勞動權益的勞工團體。
- 香港教育專業人員協會：於1973年成立，為香港最大的教育工會，並於2021年8月10日決定解散教協。[7][8]

## 勞工運動歷史
1920年年代初，由於當時通貨膨脹問題嚴重，資方拒絕加薪，加上港英政府被指偏袒資方，華人海員於1922年發動海員大罷工，令香港海運癱瘓，並得到其他行業的工人支持，最終迫使船東同意加薪15%至30%，運動其後被海員和部份人士形容為勝利。
1925年，省港大罷工爆發，在國民黨的資助和共產黨的配合下，造成巨大的影響。6月19日，海員、電車職工與排字印務工人率先罷工，其他行業陸續加入，不少罷工工人徒步離開香港，前往廣州。罷工重挫香港經濟，嚴重影響香港食品供應與對外貿易，香港總督司徒拔爵士決定強硬應對，拒絕罷委與廣州國民政府代表工人提出之各項要求，包括改善工作時數、賦予結社等自由。10月10日，罷工委員會解散，省港大罷工正式宣告結束。
1967年5月6日，九龍新蒲崗人造膠花廠發生勞資糾紛，加上受到1966年澳門的一二·三事件及中國大陸的文化大革命浪潮影響，香港左派策劃對抗港英政府的行動，後來發酵成為騷動，爆發六七暴動。暴動後，港英政府實行社會經濟改革，通過新的勞工法例來改善勞資關係，並增加公共房屋和社會福利，使更多工人和窮人受惠，以改善民生和爭取民心。
六七暴動後，香港華人逐漸建立起「香港人」身份，不少勞工團體於此時成立。同時，為加強勞方於建制內的話語權，各獨立工會出現尋求聯合的趨勢，如港九勞工社團聯會。
1984年1月11日，的士業界因政府增加牌費和首次登記稅17%而發起罷駛，導致交通癱瘓，並於1月13日晚上演變成「九龍騷亂」。香港政府其後讓步，立法局於1月18日否決有關議案，事件漸告平息。
2007年，香港紮鐵工人發起大罷工，要求改善工人薪酬待遇，被形容為九七後的「工運第一槍」，並舉行遊行和集會，過千人參與，職工盟亦介入協助爭取，及後勞工處介入，勞資雙方舉行會議，以達共識。工潮共維持三十六日。
2008年，維他奶國際集團有限公司運輸部員工發起工潮，持續逾20小時，勞資雙方經多次談判後達成3項共識，包括承諾 調整加薪幅度及佣金、檢討工作時間及內部增設有效的溝通機制等，工人及工會宣佈罷工勝利。
2013年3月28日，葵青貨櫃碼頭外判工人發起工潮，要求改善員工待遇，揭示工人需長期連續工作24小時的三連更、食飯及如廁安排不妥善等問題；工會並在4月4日凌晨起，以「職業安全及健康」為由，發起操作部員工按章工作集體行動。5月初，外判商提出加薪方案，提出碼頭行業所有工種劃一加薪9.8%，罷工工人召開會員大會投票通過，接受加薪有關方案。
2019年下半年起，香港經歷反對逃犯修訂草案運動，引起新工會登記浪潮，由2019年6月反修例運動至2020年5月2日，勞工處職工會登記局共收到4328宗新職工會登記申請。
2020年7月1日，港區國安法生效。2021年5月16日，時任勞工及福利局局長羅致光指國安法中的「社會團體」包括根據《職工會條例》登記的職工會，勞工處會以擬定相應的措施，促進職工會理事及職員對國家安全概念和認識。勞工處有責任根據其掌握的資訊作出主動跟進，如個別已登記職工會涉嫌違反《職工會條例》，不排除可能依例取消該職工會的登記。
2022年6月29日，設立於英國的非營利組織「香港勞權監察」發表報告，指港區國安法實施以來，至少有62個工會被迫解散，1個工會被取締撤銷登記，另有11名工會組織者被捕或被檢控。
2022年9月16日，職工會登記局刊憲修訂職工會登記申請書，要求申請人須多簽署一份聲明書，並不會進行或從事任何可能危害國家安全，或不利於國家安全或違反《職工會條例》和其附屬法例，以及其他相關香港法例的行為或活動。
2023年1月19日，國泰空中服務員工會因不滿資方的編更安排、人手不足、員工薪酬等問題，並指資方未有積極回應訴求，發起按章工作，並於較早時提到員工應嚴謹遵守公司政策及操作手冊工作，確保自己身體及精神上均百分百適合工作才上班，並建議員工如有不適應求醫。工會於1月17日表示，由於資方拒絕工會在國泰公司範圍集會，故撤回集會申請並取消集會。國泰航空認為有關行動無理，有信心機艙服務員會繼續謹守工作崗位。

## 勞工議題
多年來，香港勞工爭取改善勞工待遇，包括：
- 提升最低工資及落實「一年一檢」
- 設立標準工時
- 爭取集體談判權：1997年6月。時任立法局議員李卓人以私人條例草案形式提出《僱員代表權、諮詢權及集體談判權條例》，並獲得通過；7月16日，條例被臨時立法會凍結，特區政府於同年10月29日三讀通過向臨時立法會廢除，認為符合香港整體利益。現時，有關條例已被廢除。[33][34][35][36]
- 取消強積金對沖機制：香港立法會於2022年6月通過法例落實安排，於2025年5月1日生效。[37]